# Оупал (Вајоминг)
Оупал (енгл. Opal) град је у америчкој савезној држави Вајоминг.

## Демографија
По попису из 2010. године број становника је 96, што је 6 (-5,9%) становника мање него 2000. године.
| Група             | 2000.      | 2010.      |
| Белци             | 95 (93,1%) | 86 (89,6%) |
| Афроамериканци    | 0 (0,0%)   | 0 (0,0%)   |
| Азијати           | 0 (0,0%)   | 1 (1,0%)   |
| Хиспаноамериканци | 6 (5,9%)   | 7 (7,3%)   |
| Укупно            | 102        | 96         |